# Hédervári Miklós
Hédervári III. Miklós a még Géza fejedelem idején Németországból beköltözött Houmburgi, vagy Hennenburgi grófoktól származó mára már kihalt Hédervári családból származott. Apja II. Miklós, aki 1356-ban győri ispán volt. 
Testvérei Erzsébet és István mester voltak. Utóbbinak három fia született, de utána ága kihalt. III. Miklós a királyné főajtónálló mestere, és Moson, Fejér és Tolna vármegyék ispánja volt.

## Családja
Nyolc gyermeke született.
- III. Dienes (1382) győri kanonok
- II. István 1388-ban nógrádi ispán, két fia György és Mihály volt.
- Kata, Vöröskői Volfárd felesége
- IV. Miklós  (1403-ban említik), az ő fia volt III. Lőrinc (1437-ben és 1447-ben említik) királyi lovászmester, majd nádor.
- I. Imre nevű fiának felesége Osl Dorottya volt, akitől született gyermekei halálával a Hédervári család kihalt.